# Mesorregión Macro Metropolitana Paulista
La mesorregión Macro Metropolitana Paulista es una de las quince mesorregiones del estado brasileño de São Paulo. Es formada por la unión de 36 municipios agrupados en cuatro microrregiones.

## Microrregiones
- Bragança Paulista
- Jundiaí
- Piedade
- Sorocaba